# André Haguet
André Haguet est un réalisateur, dramaturge, producteur et scénariste français, né le 9 novembre 1900 à Suresnes (Seine), et mort le 20 août 1973  à Cannes (Alpes-Maritimes).

## Dramaturge
- 1942 : Une jeune fille savait, mise en scène Louis Ducreux, Théâtre des Bouffes-Parisiens, adapté au cinéma en 1948
- 1963 : Caroline a disparu, écrit avec Jean Valmy, mise en scène Jacques-Henri Duval, Théâtre des Capucines
- 1964 : Mon ami le cambrioleur, mise en scène Jean-Paul Cisife, Théâtre des Nouveautés
- Les Chouettes parents !  comédie en 3 actes écrite avec Pierre Thareau, éditions Art et Comédie, 1970 (BNF 35142811)

## Filmographie

### comme scénariste
- 1947 : Mandrin de René Jayet
- 1949 : L'échafaud peut attendre d'Albert Valentin
- 1949 : Le Droit de l'enfant de Jacques Daroy
- 1949 : Le Paradis des pilotes perdus de Georges Lampin
- 1950 : Mon ami le cambrioleur d'Henri Lepage
- 1951 : L'Aiguille rouge d'Emil-Edwin Reinert
- 1952 : Foyer perdu de Jean Loubignac
- 1952 : Procès au Vatican d'André Haguet
- 1952 : Il est minuit, docteur Schweitzer d'André Haguet
- 1954 : Par ordre du tsar (Ungarische Rhapsodie) d'André Haguet
- 1955 : Nuit d'orage (Noche de tormenta) de Jaime de Mayor et Marcel Jauniaux
- 1957 : Les Violents d'Henri Calef
- 1960 : Colère froide d'André Haguet
- 1962 : Le Chevalier de Pardaillan de Bernard Borderie
- 1964 : Nick Carter va tout casser d'Henri Decoin
- 1964 : Hardi ! Pardaillan de Bernard Borderie
- 1966 : Le Solitaire passe à l'attaque de Ralph Habib

### comme réalisateur
- 1950 : Fusillé à l'aube
- 1952 : Procès au Vatican
- 1952 : Il est minuit, Docteur Schweitzer
- 1954 : Les Cloches n'ont pas sonné (Ungarische Rhapsodie) coréalisé avec Peter Berneis (version allemande de Par ordre du tsar)
- 1954 : Par ordre du tsar
- 1955 : Milord l'Arsouille
- 1957 : La Roue
- 1960 : Colère froide coréalisé avec Jean-Paul Sassy

### comme producteur
- 1933 : Le Sexe faible de Robert Siodmak
- 1955 : Lola Montès de Max Ophüls
- 1957 : La Roue d'André Haguet et Maurice Delbez